# Операција хапшења Драже Михаиловића
Операција хапшења Драгољуба Драже Михаиловића, бившег начелника Врховне команде Југословенске војске у отаџбини (ЈВуО), изведена је у периоду јануар—март 1946. године, а сам чин хапшења одиграо се у ноћи 12/13. марта 1946. у селу Добрунска Ријека у околини Вишеграда. Операцију хапшења организовали су и извели припадници Одељење за заштиту народа (ОЗНА), док је потрага за Михаиловићем отпочела још маја 1945, након слома његових снага на Зеленгори.
Вест о хапшењу Михаиловића јавности је објављена неколико дана касније, 24. марта 1946, а након пар недеља он је изведен на јавно суђење на коме је осуђен на смрт и 17. јула исте године погубљен. Дуги низ година прича о његовом хапшењу била је обавијена велом тајне, а пошто су се у иностранству, у четничкој емиграцији, почеле јављати различите верзије хапшења, у листу „Политика” је августа 1962. објављен фељтон о његовом хапшењу у коме је изнета званична верзија, према којој је кључни фактор у хапшењу био Никола Калабић, командант Горске краљеве гарде.
По званичној верзији, један агент ОЗНЕ је у јесен 1945. успео да се убаци у илегалну београдску четничку организацију и преко ње ступи у везу са четницима у ваљевском крају, а посредством њих и са Калабићем, кога је причом о пребацивању у иностранство, почетком децембра намамио у Београд, где је ухапшен. У току истраге Калабић је пристао на сарадњу са ОЗНОМ и са групом од десетак официра прерушених у четнике упутио се на терен у потрагу за Михаиловићем, који се вешто скривао у селима у околини Вишеграда. Због сталних потера, које су непрекидно вршиле јединице Корпуса народне одбране Југославије (КНОЈ), често је мењао место боравка, па је „Калабићева група” имала тешкоће да успостави везу са њим, преко неповерљивих четничких јатака. Након два неуспешна изласка на терен, група је тек из трећег пута успела да успоставе везу са Будимиром Гајићем, четничким командантом из Добруна и преко њега дође до Михаиловића. Након сусрета са Калабићем и прерушеним официрима ОЗНЕ, Михаиловић је поверовао у причу о повољном стању у Србији и одлучио да крене са њима, након чега је у близини пута Добрун—Прибој, ухапшен и потом спроведен у Београд.
Организацијом хапшења Михаиловића руководио је лично Александар Ранковић, министар унутрашњих послова ФНРЈ, док је непосредном реализацијом руководио Слободан Пенезић Крцун, начелник ОЗНЕ за Србију, који је и сам учествовао у прве две потраге. Групом официра ОЗНЕ, у трећој потрази за Михаиловићем, када је извршено хапшење, руководио је Светолик Лазаревић Лаза, заменик начелника ОЗНЕ за Србију. Упоредо са групом, која је преобучена у четнике заједно са Калабићем, вршила тајну потрагу, јединице Народне милиције, КНОЈ-а и Југословенске армије вршиле су јавне потере за Михаиловићем и преосталим четницима. Такође, значајан допринос акцији дала је и група оперативаца ОЗНЕ, предвођена Јовом Капичићем, која је прерушена у метеорологе, боравила у Вишеграду и околини и сакупљала информације о кретању четника на овом терену.
Званична верзија Михаиловићевог хапшења касније је у јавности поткрепљена књигом Велика игра са Дражом Михаиловићем, објављеном 1971, као и доста романтизованим филмом Клопка за генерала снимљеним исте године. Ипак највећу пажњу јавности, имала је телевизијска серија Последњи чин снимљена 1981, у којој је веома реалистично приказана званична верзија операције хапшења Михаиловића, а посебну популарност код публике стекао је лик Николе Калабића, кога је веома надахнуто тумачио глумац Зоран Ранкић. Такође, пажњу јавности привукла је и књига Како сам хватао Дражу Михаиловића, издата 1988, која представља раније написану исповест Слободана Крстића Уче, једног од учесника акције хапшења.
Почетком 1990-их година, након увођења вишепартијског система у Србији, отпочео је процес политичке рехабилитације четничког покрета, као и самог Драже Михаиловића, доводећи у сумњу многе до тада неспорне историјске чињенице на којима је почивала југословенска послератна историографија. Након много година, тада су се у јавности у Србији и Југославији појавиле, у емиграцији раније настале, алтернативне верзије хапшења Михаиловића, које су имале за циљ да оспоре званичну верзију, по којој га је Калабић издао. Према алтернативној верзији Михаиловићевог хапшења, коју заступа истраживач четничког покрета Милослав Самарџић, оперативци ОЗНЕ су уз помоћ британских официра, који су им предали шифре, успели да преко радио-станице прате Михаиловића и лоцирају место његовог боравка. Док је сама акција хапшења изведена уз помоћ авиона, који су били преправљени да изгледају као савезнички. У један такав авион који се спустио недалеко од Вишеграда, припадници ОЗНЕ, преобучени у савезничке униформе и снабдевени савезничким пропусницама, наговорили су већ болесног Михаиловића да пође са њима у иностранство, али је уместо иностранства авион одлетео за Београд.
Алтернативна верзија Михаиловићевог хапшења, оспорена је од стране појединих историчара, међу којима су и они који заступају ревизионистички поглед на период Другог светског рата у Југославији, а сама акција хапшења била је једна од тема „Комисије за откривање чињеница о извршењу смртне казне над генералом Драгољубом Дражом Михаиловићем”, формиране 2009. године. Иако ова Комисија није успела у својој намери да открије место на коме су сахрањени посмртни остаци Михаиловића, чланови Комисије, међу којима су били историчари Института за савремену историју — Бојан Димитријевић и Коста Николић, имали су прилику да прегледају документа из архиве Безбедносно-информативне агенције (БИА), као и друга доступна документа везана за операцију хапшења Михаиловића, чиме су се уверили у њихову аутентичност.

## Слом четника

### Пораз четника у Србији
У лето 1944. наступила је озбиљна политичка и војна криза Равногорског покрета и Југословенске војске у отаџбини (ЈВуО), која је започела падом Владе Божидара Пурића, до које је дошло под притиском Савезника. Падом Пурићеве владе, Дража Михаиловић је престао да буде министар војни, а након тога нову владу формирао је Иван Шубашић, који је 16. јуна 1944. постигао споразум са Јосипом Брозом Титом, вођом Народноослободилачког покрета (НОП). Као резултат ових договора, али и притиска Савезника због четничке сарадње са Немцима, краљ Петар II Карађорђевић је најпре 29. августа 1944. донео Указ којим је Михаиловића разрешио функције начелника штаба Врховне команде и укинуо овај Штаб, а 12. септембра 1944. позвао је четнике под командом Драже Михаиловића да приступе Народноослободилачкој војсци Југославије (НОВЈ). Разлози за овакве потезе краља и владе у избеглиштву, били су све отворенија сарадња снага ЈВуО са Немцима. Најпре приликом првобитног покушаја продора партизанских јединица у Србију, у периоду март—мај 1944, када су четници заједно са Немцима пружили снажан отпор партизанима у западној Србији, а потом у операцији против партизанских снага у јужној Србији, у периоду јул—август 1944. године. Почетком септембра 1944. уследио је нови продор јаких партизанских снага, под командом Пеке Дапчевића, које су кренуле у сусрет совјетској Црвеној армији, која се приближавала границама Југославије. Истовремено, главнина немачких снага у Србији је, у намери да онемогући продор совјетских трупа, прешла у источну Србију, што је партизанима знатно олакшало ситуацију, па су од 9. до 13. септембра 1944. у Бици на Јеловој гори, код Ужица, успели да разбију главнину четничких снага и изврше продор у западну Србију. Након пораза, преостали део четничких снага повукао се у источну Босну, чиме су Михаиловић и његове јединице престали да буду битан политички и војни фактор у Србији. У току ових борби, Михаиловић је са својим Штабом 10. септембра напустио Равну гору и кренуо у повлачење ка Босни. У свом наступању према Ваљеву, јединице Шесте личке пролетерске дивизије су  11. септембра у близини села Паштрић наишле на Михаиловићеву групу, која је успела да се на време склони и потом се окупи у селу Дивцима, док су партизани успели да заробе четничку комору, у којој се налазила архива Централног националног комитета. Након ослобођења Ваљева, Михаиловић је прешао у Мачву, где је остао до 24. септембра 1944, када се након уласка совјетских трупа у Србију, у близини села Бадовинци пребацио преко Дрине и прешао у Семберију.

### Боравак у Босни и успостављање радио-везе са ОЗНОМ
Након преласка у Босну, Дража Михаиловић накратко је боравио у Семберији и Босанској Посавини, а почетком октобра 1944. дошао је на планину Требаву, где се сместио у село Копривна, код Модриче. Крајем октобра, прешао је на Озрен, где је његов Штаб 1. новембра 1944. напустио амерички пуковник Роберт Макдауел, који је евакуисан са импровизованог четничког аеродрома у селу Бољанић. Током новембра и децембра 1944. Дража је боравио на Романији, у околини Сарајева и Кладњу, а почетком јануара 1945. вратио се на Требаву, где је остао све до половине марта. Након пораза на Јеловој гори, преостали делови Четврте групе јуришних корпуса окупили су се у рејону Ивањице, одакле су се после Конференције свих команданата корпуса одржане 21. октобра 1944, повукли у Санџак. У страху од продора партизанско-совјетских јединица, које су ослободиле Београд, као и неуспешних контаката са Црвеном армијом, четничке снаге окупљене у Сјеници повезале су се формацијама Српског ударног корпуса и потом заједно са немачким снагама, које су се повлачиле из Грчке учествовале у пробоју кроз Санџак и источну Босну правцем Пријепоље—Пљевља—Чајниче—Горажде—Романија. Након прикупљања у источној Босни, крајем новембра 1944, четничке снаге из Србије су заједно са локалним четнички снагама, почетком децембра извршиле напад на снаге 27. дивизије НОВЈ правцем Рогатица—Хан Пијесак—Власеница—Зворник, али су крајем истог месеца биле потучене јужно од Зворника и одбачене од Дрине. Након тога, главнина четничких снага извела је контраманевар и преусмерила свој напад према Тузли, где су у тешким борбама, вођеним у непосредној близини Тузле, 24—28. децембра биле одбијене и потучене од снага 27. и 38. дивизије НОВЈ, што је довело до велике деморализације и осипања већ изморених четничких снага. Преостале четничке снаге, потом су се пребациле преко Озрена у област Модриче, где су се крајем јануара 1945. укључиле у немачки систем одбране на линији Озрен—Грачаница—Требава—Градачац штитећи комуникацију Сарајево—Босански Брод. Средином фебруара 1945. у област Требаве су стигле и четничке јединице из Црне Горе под командом Павла Ђуришића.
Новембра 1944, за време боравка у околини Сарајева, Дража Михаиловић је од Милана Аћимовића, који се након повлачења из Србије налазио у Бечу, обавештен о плану за упућивање обучених шпијуна и илегалаца у ослобођене крајеве Југославије са циљем онемогућавања учвршћивања и функционисања нове комунистичке власти. Након тога, он је почетком децембра донео одлуку да у оквиру своје организације формира групу „краљевих командоса” и сопствени план о њиховом убацивању у ослобођени део земље са разним задацима од вршења и организовања шпијунске делатности до припреме народа на устанак против нове власти. Истог месеца у Средњем, код Сарајева организована је Школа командоса, коју су у току децембра завршиле две групе — прва јачине 82 и друга 37 командоса, али је њихово убацивање у Србију, услед недостатка везе било неизвесно. У помоћи на њиховом убацивању рачунало се на четничке снаге које су остале на терену — у ширем подручју Ваљева, под командом мајора Трифуна Ћосића и на групу у околини Чачка, под командом капетана Предрага Раковића, бившег команданта Другог равногорског корпуса. Поред њих, у Србији је било још четничких група, али је Раковићева била најзначајнија јер је он имао радио-станицу са којом је одржавао везу са Штабом Драже Михаиловића. Четничке групе, које су се налазиле у Србији, биле су у веома тешком положају, стално гоњене од потерних јединица Корпуса народне одбране Југославије и Народне милиције. У једној од потера, у селу Миоковци, код Чачка, где се склонио почетком децембра, Раковић је са групом пратилаца 30. децембра откривен и опкољен. Увидевши да нема излаза извршио је самоубиство, док су се његови пратиоци предали. Овом приликом заробљена је његова радио-станица, са шифром и уговореним временом одржавања везе са Михаиловићевим штабом. Још пре Раковићеве погибије, припадници Одељења за заштиту народа (ОЗНА) успели су да ухапсе радио-телеграфисту поручника Николу Миловановића, који се током рата налазио у Центру за везу Врховне команде ЈВуО, али је приликом преласка Михаиловићевог штаба из Србије у Босну, септембра 1944. дезертирао, након чега се скривао. Пошто су ухапшеног телеграфисту успели да приволе на сарадњу, оперативци ОЗНЕ дошли су на идеју да преко Раковићеве радио-станице и шифре успоставе везу са Дражом Михаиловићем. Како би веза била успешно успостављена, одлучили су да се Михаиловићу јаве у име мајора Ћосића, кога су раније ухапсили и који се налазио у затвору ОЗНЕ. Први радиограм, који је ОЗНА у Ћосићево име 8. јануара 1945. послала Михаиловићу садржао је обавештење о Раковићевој погибији. Након примања вести, Михаиловић је тражио додатне потврде, али је након упорних потврда и индентификовања путем радио-везе, отклонио сумњу о могућем убацивању комуниста у радио-везу и био уверен да одржава везу са четницима мајора Ћосића.
За комунистичке власти у Новој Југославији било је важно да Михаиловић не оде у иностранство, већ да остане у земљи. Иако одбачен од Савезника, Михаиловић би у емиграцији могао представљати евентуалну претњу новој власти, која је планирала да у најпогоднијем тренутку његовом покрету зада одлучујући војни ударац, након кога би њега и његове сарадничке извела пред суд, где би његовом покрету, али бившем краљевском режиму, чији је експонент био могла да зада последњи политички ударац. Из ових разлога, за ОЗНУ је било веома важно да веза са Михаиловићем буде успешно успостављена и да се на тај начин покуша утицати на његове даље одлуке о останку или одласку из земље. Након успешно успостављене везе, ОЗНА је Михаиловићу у име „мајора Ћосића” од половине јануара 1945. почела да шаље лажне вести — „о незадовољству народа мобилизацијом и великом броју дезертера, о великим партизанским губицима на фронтовима, као и о бројном стању јединица НОВЈ у Србији” и др. Охрабрен оваквим вестима, Михаиловић је крајем јануара у Модричи поново организовао школу за краљеве командосе, а већ припремљене групе командоса упутио у Србију. Прва група од 32 командоса, под командом Саше Михајловића, прешла је у Србију крајем фебруара и првобитно се задржала на Церу, одакле се он са 11 командоса упутио у Београд, где је стигао половином марта. Захваљујући својим ранијим везама и честим променама пребивалишта, успешно се скривао у Београду. Увидевши да нема могућности за деловање, као и због чињенице да су неки људи из његове групе похапшени, Михајловић се повезао са индустријалцем Живојином Вукојчићем и са њим испланирао бекство у иностранство, али је на сам дан бекства 30. априла 1945. откривен и у сукобу са припадницима ОЗНЕ убијен. Убрзо након прве, почетком марта упућена је и друга група командоса, под командом Властимира Весића, али је она одмах откривена и заробљена приликом преласка Дрине. Ове илегалне групе откривене су и ухваћене, управо захваљујући радио-вези коју је ОЗНА одржавала са Михаиловићем, који је „мајора Ћосића” информисао о слању командоса. О томе да је Михаиловић био уверен да одржава везу са Ћосићем говори и чињеница да је групи командоса, предвођеној Бранком Гашпаревићем, дао везу са „Ћосићем” што је било кључно у његовом откривању и хапшењу након преласка Дрине. Укупно је у пролеће 1945. у Србију упућено око 350 командоса, али су сви заробљени или убијени од стране КНОЈ-а и ОЗНЕ.

### Разбијање четника на Зеленгори и Дражино бекство
Након неуспешне реорганизације својих трупа на Озрену, Дража Михаиловић је средином марта, заједно са преосталим четничким снагама, прешао реку Босну и дошао на планину Вучијак, где је остао до половине априла 1945. када је пошао у пробој ка Србији. Још крајем 1944, Немци су радили на обједињавању свих антикомунистичких снага у борби против Народноослободилачке војске Југославије (НОВЈ). Како је почетком 1945. дошло до дефинитивног разлаза између Димитрија Љотића и Милана Недића, Љотић који је био упоран у настојањима за стварање јединственог антикомунистичког блока напустио је Аустрију и дошао у Истру, где су се тада налазили остаци његовог Српског добровољачког корпуса, као и четници Доброслава Јевђевића и Момчила Ђујића. Његова замисао била је да се у Истри и Словенији формира обједињена антикомунистичка војска, која би у датом моменту (пораз Немачке) била прихватљива Савезницима. Овај план, Михаиловићу је пренет преко Љотићевих емисара који су слати у његов Штаб, али иако га није у потпуности одбацио, одбио је да пође у Словенију. Крајем марта, ескалирао је Михаиловићев сукоб са Павлом Ђуришићем, који је у међувремену склопио споразум са Секулом Дрљевићем и од својих трупа формирао Црногорску народну војску, са којим је пошао у Словенију. Заједно са Ђуришићем, кренули су и четнички команданти Захарије Остојић и Петар Баћовић, као и главни четнички идеолог Драгиша Васић, али су на овом путу почетком априла њихове трупе нападнуте од усташа и у борби код Лијевче поља, недалеко од Бањалуке, поражене.
Поучен искуством Ђуришићеве групе, а охрабрен вестима о повољном стању у Србији, које је преко радио-везе добијао од „мајора Ћосића”, односно ОЗНЕ, Дража Михаиловић је 13. априла 1945. своје преостале трупе, јачине око 10—12.000 бораца, са Вучијака повео у пробој у Србију. Како би заварао непријатеље, трупе је привидно повео на запад, желећи да остави утисак да су кренули за црногорским четницима, а након планине Мотајице скренули су на југ и наставили источно од Котор Вароши, између Травника и Зенице, након чега су избили у област Фојнице. Потом су прешли преко Иван планине и западних падина Бјелашнице, обишли Калиновик са запада и скренули на исток где су покушали да пређу Дрину, на месту ушћа Сутјеске. Овде на Зеленгори, Михаиловићеве снаге су се 12—13. маја 1945. сукобиле са снагама Југословенске армије (ЈА) и Корпуса народне одбране Југославије (КНОЈ), које су успеле да четнике натерају у високу и стрму клисуру реке Језерице, западно од Калиновика, где су били изложени копненим, артиљеријским и ваздушним нападима јединица ЈА и КНОЈ. У овим борбама четници су изгубили велики број људи, коње, тешку опрему, архиву, као и радио-станицу, чиме је прекинута Михаиловићева радио-веза са „мајором Ћисићем”, односно ОЗНОМ. Поразом на Зеленгори, који се одиграо свега пар дана након капитулације Трећег рајха и завршетка Другог светског рата у Европи, дошло је до потпуног слома Михаиловићевих снага, које су након тога престале да постоје, а из обруча се извукло свега пар стотина четника.
После слома на Зеленгори, Михаиловић се са личном пратњом неко време задржао у селу Закмуру, код Фоче, а потом се скривао по пећинама у долини реке Требишћине. Након тога, кренуо је на север, преко друма Фоча—Калиновик, са намером да се повеже са преосталим четничким снагама на Романији и у источној Босни. На овом путу, у ноћи 23/24. маја, дошло је до тешких борби код села Булози, у близини Рогатице, када је погинуо Дражин син Војислав Михаиловић (1924—1945). Са групом од свега 17 пратилаца, Дража је крајем маја успео да дође у област Хан Пијеска и повеже се са тамошњим четницима. Почетком јуна, повезао се са командантом Рогатичке бригаде Радомиром Нешковићем, а преко њега са мајором Драгишом Васиљевићем, командантом Вишеградске бригаде. Уз њихову помоћ, Дража се 20. септембра 1945, код села Ресник, пребацио преко Дрине. И даље верујући у вести о повољном стању у Србији, које је раније добијао од „мајора Ћосића”, односно ОЗНЕ, са групом од тридесетак људи пошао је у Србију, у нади да ће успети да се повеже са својим командантима који су се налазили у западној Србији — Рачић, Калабић, Ајдачић и др. Упркос сталним потерама јединица КНОЈ-а, успео је да пређе преко Таре и стигне до Повлена и Медведника, али се дубоко разочаран стањем на терену, вратио назад преко Дрине у Босну.

## Потера за Михаиловићем и хапшење Калабића

### Убацивање ОЗНЕ у четничку организацију
Прелазак Драже Михаиловића преко Дрине, није остао неопажен за органе Народне милиције, Југословенске армије и Корпуса народне одбране, који су вршили потере на терену око Дрине, као и за припаднике Одељења за заштиту народа који су активно трагали за њим. Након вести о његовом преласку у Србију, потерне јединице милиције и КНОЈ-а су организовале претраживање рејона Ужице—Косјерић—Вишеград, па је због обимности ових акција, Дража принуђен да се поново врати у Босну. Вештим маневрима на терену, дезинформацијама и помоћи оданих и искусних јатака и водича, успео је да се поново повеже са четницима у околини Добруна. Упоредо са потерама на терену, мајор ОЗНЕ Милован Пејановић, који је најпре активно учествовао у потерама за четницима, октобра 1945. успео је да се инфилтрира у илегалну београдску четничку организацију. Ова акција почела је привођењем једне проститутке у Карађорђевој улици, код које су милиционери пронашли сумњиву цедуљу, која је потом дешифрована као порука четничког команданта ваљевског округа Милића Бошковића упућена руководиоцу четничке организације у Београду. Посредством ове проститутке, оперативци ОЗНЕ успели су да пронађу „муштерију”, која јој је приликом плаћања заједно са новцем дала и цедуљу. Одмах по хапшењу, извесни електроинжењер Радослав Марковић, потврдио је да се ради о писму Милића Бошковића и пристао на сарадњу. Преко Марковића, мајор Пејановић је — представљајући се као Љубо Поповић, адвокат из Београда и бивши четник, који се вратио из емиграције са важним задатком — успео да се повеже са другим припадницима четничке организације у Београду, као и гимназијалцем Сашом Јовановићем, који је био курир и одржавао везу са четницима из ваљевског краја. Заједно са Сашом, он је отишао на терен и ухватио везу са Бошковићем и његовим јатацима.
Након два састанака са Бошковићем, „Љубо Поповић” је приликом наредног састанка, 6. новембра 1945. у селу Ба, код Љига, затражио да га повеже са четничким потпоручником Драгишом Благојевићем, за кога је ОЗНА знала да је био Дражин пратилац и да се налази у околини Ваљева. Поповић се надао да ће преко Благојевића успети да добије ближе информације о Михаиловићевом месту боравка. Милић Бошковић испрва је одбијао да га повеже са Благојевићем, али је на крају пристао и одвео га у шуму, у близини села Струганика, где се састао са Драгишом Благојевићем. На овом састанку, Поповић је сазнао да се Дража налази у Босни, највероватније у околини Вишеграда, код мајора Драгише Васиљевића, бившег команданта Вишеградске четничке бригаде. Наредни састанак, између Благојевића и Поповића одржан је 12. новембра поред пута Мионица—Брежђе. На овом састанку, Поповић је четницима донео неколико ствари, као поклон „београдске четничке организације”, а са собом је назад у Београд повео једног четничког радио-телеграфисту. Након два дана, телеграфиста је задовољан смештајем у Београду, преко четничких јатака упутио писмо Благојевићу и Бошковићу, у коме је похвалио рад „београдских четника”, а посебно „Поповића”.

### Хапшење Николе Калабића
Никола Калабић, командант Горске краљеве гарде, успео је да са педесетак својих људи преживи уништење четничких снага, на Зеленгори маја 1945. године. Приликом повлачења, у селу Закмур, код Фоче сусрео се са Дражом Михаиловићем и договорио да он пређе у Србију, док ће Дража остати у Босни и покушати да прикупи преостале четничке снаге. Са остацима своје гарде, прешао је Дрину и преко Златибора стигао у околину Ваљева, где је боравио у јесен 1945. године. Преко Драгише Благојевића сазнао је за његову везу са делегатом београдске четничке организације, а добио је и писмо радио-телеграфисте који је боравио у Београду, након чега је одлучио да се и сам састане са Поповићем. На састанак са Благојевићем и Калабићем, заказан за 22. новембар, Љуба Поповић је са собом повео једног бившег Калабићевог четника, извесног „Максима” који је радио за ОЗНУ и понео два писма „београдске четничке организације” упућена Дражи Михаиловићу и Николи Калабићу. Састанак је одржан у једној усамљеној кући, у засеоку Паштрица, у близини пута Мионица—Брежђе. Након дужег разговора Калабић је прихватио Поповићев предлог да га снабде лажним исправама и пребаци у Београд. Након састанка, Калабић је Поповића и Благојевића упутио у село Вељи Луг, код Вишеграда да тамо једној удовици, која је била четничка веза, оставе писмо „београдске организације” за Дражу, којем је Калабић приложио и своје писмо.
Неколико дана касније, удовица из Вељег Луга је Поповићу и Благојевићу саопштила да је Драгиша Васиљевић неповерљив у погледу извора писама. Они су потом оставили још једно писмо за Васиљевића и вратили се назад у Србију. Поповић је тада на „зимовање” у Београд довео Драгишу Благојевића, о чијем су се старању бринули припадници „београдске четничке организације”, односно оперативци ОЗНЕ. Пар дана потом, Калабић је преко курира послао Поповићу поруку, да на већ договорени састанак, 29. новембра поведе са собом и једног официра из амбасаде Сједињених Америчких Држава. За ову личност био је изабран један припадник ОЗНЕ који је знао енглески језик. Услед честих потера јединица Корпуса народне одбране (КНОЈ), Калабић није био у могућности да се појави на заказаном састанку, па је преко курира послао поруку да жели нови састанак, који је одржан 5. децембра у једној кући у засеоку Белићи, код Бранковине. На овом састанку, Калабић је након разговора са Поповићем и „америчким официром”, одлучио да још исте ноћи крене за Београд, а одатле у иностранство. Његова одлука изазвала је бурна негодовања присутних четника, који су сматрали да је у питању клопка. Након бурне расправе, у којој су најоштрији били Живорад Мишић, командант Ваљевског корпуса и Марко Котарац, командант Тамнавске бригаде. Ипак, Калабић је остао непоколебљив и исте ноћи је заједно са својим пратиоцем Драгославом Милосављевићем Черчилом, пошао у Београд у пратњи Поповића и „америчког официра”.
По доласку у Београд, Калабић и Черчил доведени су у једну кућу у Улици Боже Јанковића, на Вождовцу, где су их сачекала тројица оперативаца ОЗНЕ — мајори Васовић, Видаковић и Крстић, који су представљени као чланови „београдске четничке организације”. Њихов задатак био је да уз помоћ Љубе Поповића (Милован Пејановић) и „америчког официра” (Лаза Закић) савладају Калабића без употребе оружја и претеране силе, како би могао бити изведен пред суд или евентуално искоришћен у лакшем проналажењу Драже Михаиловића. По уласку у кућу, Калабић је био веома неповерљив, држећи у једној руци одшрафљену бомбу, а у другој пиштољ. Како би разбили напету атмосферу, оперативци ОЗНЕ су га понудили пићем и почели да причају о разним „акцијама”, које они изводе по читавом Београду. Посебно присан контакт са Калабићем остварио је мајор Слободан Крстић, који је имао улогу домаћина, а био је представљен као извесни Дабић, службеник Министарства просвете. Током вечере, оперативци ОЗНЕ су Калабићу изнели велике количине алкохола, сматрајући да ће га у алкохолисаном стању лакше савладали. Како не би изазвали сумњу, они су такође морали да пију, па су временом већ били готово пијани, док Калабић, навикнут на алкохол није показивао знакове пијанства. Ипак, временом је постао потпуно раскрављен уверењем да се налази на сигурном, па се у неко доба ноћи опружио на каучу у соби и задремао. Оперативци ОЗНЕ су ово увидели као погодан момент за акцију, па су Калабића најпре разоружали, а потом му ставили лисице на руке. У тренутку када су му стављали лисице, он се пробудио и почео да пружа отпор, али су Видаковић, Васовић и Пејановић успели да га савладају без повреда. Истовремено, други оперативци су успели да најпре одвоје, а потом и савладају његовог пратиоца Черчила. У току исте ноћи, ухапшеног Калабића су у кући на Вождовцу посетили руководиоци ОЗНЕ Слободан Пенезић Крцун и Александар Ранковић, а у току наредне ноћи пребачен је у затвор у седишту ОЗНЕ у Улици књегиње Љубице.

### Припреме за хапшења Михаиловића
Током боравка у притвору, Никола Калабић се најпре налазио у изолацији, а потом су оперативци ОЗНЕ почели да воде разговоре са њим. Предочено му је у каквој се ситуацији налази и понуђена му је сарадња. Како би доказао да је спреман на сарадњу, од Калабића је захтевано да пошаље писмо четницима на терену у коме би их обавестио да је добро смештен од стране „београдске четничке организације”. Након што је пристао, написао је писмо упућено Милићу Бошковићу, команданту ваљевског четничког округа у коме га је обавестио о смештају у Београду. Потом је у договору са Љубом Поповићем (Милован Пејановић) организовано пребацивање преосталих ваљевских четника на „зимовање” у Београд. За потребе ове акције Калабић је четницима на терену упутио још два писма, након чега су они посредством Поповића доведени у Београд. У овој акцији укупно је доведено 28 четника, а највећа група од њих 14, међу којима су се налазили — Милић Бошковић, Марко Котарац, Живорад Мишић и Стојан Благојевић, доведена је 26. децембра 1945. године. Пребацивање је организовано камионима, који су били до пола натоварени дрвима. План акције је унапред разрађен па су четници по двојица-тројица вођени на одређене локације, где су их сачекивали оперативци ОЗНЕ. Прихват је организован на неколико локација — у кући у Улици Боже Јанковића на Вождовцу, на два места у кући у Румунској улици на Дедињу и стану у Косовској улици у центру града, док је преостали део одведен директно у зграду ОЗНЕ за Србију, у Улици књегиње Љубице. Приликом извршења ове акције, дошло је до мањег инцидента на Дедињу, када је приликом хапшења један од четника успео да рани мајора ОЗНЕ Николу Бугарчића.
После хапшења преосталих Калабићевих четника, оперативци ОЗНЕ наставили су да преговарају са Калабићем о његовој даљој сарадњи. Он је предлагао да новим властима пружи помоћ око сузбијања преосталих одметника, али је од њега захтевано да помогне у хапшењу Драже Михаиловића. Иако је испрва одбијао, Калабић је почетком јануара 1946. пристао на сарадњу у акцији Михаиловићевог хапшења. Коначни договор око пристанка на сарадњу, постигнут је у кући Слободана Пенезића Крцуна у Толстојевој улици на Дедињу, где је Калабић водио разговоре са Крцуном и Благојем Нешковићем, секретаром ЦК КП Србије. Након Калабићевог пристанка, Крцун је одабрао десетак најповерљивијих официра ОЗНЕ, чији је задатак био да прерушени у четнике заједно са Калабићем крену у потрагу за Дражом Михаиловићем. Одабраним официрима одмах је наређено да пуштају браде, а свако од њих добио је ново име и измишљену биографију, коју је морао да научи напамет, како би на терену у разговору са јатацима и другим четницима могао да каже одакле је, када је ступио у четнике и у којој се јединице борио. Приликом смишљања биографија за „нове четнике”, ОЗНА се определила за припаднике Авалског корпуса, пошто Дража Михаиловић и његови најближи сарадници нису директно долазили у контакт са Авалским корпусом.
У групи одабраних оперативаца ОЗНЕ налазио се и Љубо Поповић (Милован Пејановић), као и оперативци који су учествовали у хапшењу Николе Калабића и његових четника. За Калабићевог ађутанта одређен је мајор Драгољуб Васовић, а за личне пратиоце Раденко Мандић и Ђорђе Нешић. Њихов задатак био је да Калабића ниједног тренутка не остављају насамо и да га не испуштају из вида. За вођу групе изабран је најстарији по чину, потпуковник Светолик Лазаревић. Како би се што боље навикли на Калабића, али и на четнички живот, изабрани оперативци су заједно са Калабићем смештени у један стан у Косовској улици, где су боравили десетак дана. За то време они су симулирали четнички живот, увежбавали међусобно опхођење и учили четничке песме.

## Хапшење Драже Михаиловића

### Прва потрага за Михаиловићем
Децембра 1945. Дража Михаиловић је у пратњи Драгише Васиљевића и четворице својих пратилаца дошао на планину Панос, где се сместио у земуници у близини села Велетово. Почетком јануара 1946, оперативци ОЗНЕ за Босну и Херцеговину, који су водили теренску потрагу за Михаиловићем открили су земуницу, након чега су припадници Корпуса народне одбране Југославије (КНОЈ) отпочели претраживање терена. Приликом откривања земунице, дошло је до борбе између припадника КНОЈ-а и Дражиних пратилаца, од којих је један страдао, као и четнички командант Јово Вучковић. Дража је заједно са Васиљевићем и осталим пратиоцима успео да се извуче из земунице, након чега су отишли на Крстачку раван, где су се сместили у једно од напуштених склоништа Будимира Гајића. У току исте ноћи, успели су да успоставе контакт са Гајићем, који их је након два дана сместио у нову земуницу на Црном врху. Ова земуница налазила се у строгој тајности и једини који је знао за њу био је Гајићев шурак Витомир Русо, из села Грање. Преко њега су одржавали контакт са осталим четницима и добијали информације, као и неопходне намирнице.
Након завршене припреме, група преобучених оперативаца ОЗНЕ, заједно са Николом Калабићем је 19. јануара 1946. кренула из Београда у околину Вишеграда у потрагу за Дражом Михаиловићем. Вођа групе, Светолик Лазаревић, дан раније отпутовао је у Вишеград, где се повезао са капетаном Савом Пређом из ОЗНЕ за Босну и Херцеговину. Њих двојица су потом дошла у околину Ужица, где су се повезали са „Калабићевом групом” и кренули пут Вишеграда. Међу оперативцима ОЗНЕ који су кренули у ову акцију налазио се и Слободан Пенезић Крцун, начелник ОЗНЕ за Србију. „Калабићева група” је камионом довезена на друм Добрун—Прибој и одатле кренула пешке у даљу потрагу. Упутили су се ка селу Грање, код Вишеграда тражећи везу са Будимиром Гајићем. У кући Будимировог оца Петра Гајића, Калабић је са групом остао целе ноћи и наредног дана. Испрва неповерљиви укућани најпре су говорили да не знају где је Будимир, а потом су открили да се он скрива заједно са Драгишом Васиљевићем. Наредне ноћи, укућани су позвали Витомира Руса коме је Калабић дао писмо које треба да однесе Будимиру Гајићу. Витомир је одмах отишао до Црног врха и предао Калабићево писмо, али је оно изазвало сумњу код Драгише Васиљевића, па су му рекли да се врати натраг и каже да није успео да их пронађе. После његовог повратка, Калабић је написао ново писмо за Гајића и оставио своју фотографију, а на растанку је рекао да ће се поново вратити за недељу дана и да до тада обавезно нађу Будимира. Након напуштања куће Гајића, „Калабићева група” се упутила ка друму Добрун—Прибој, где их је на уговореном месту чекао камион, који их је вратио у Београд. Како се не би нарушила тајност акције, јединице Народне милиције и Корпуса народне одбране нису повлачене са терена, али ни информисане да се на терену налази убачена група четника, па је „Калабићева група” морала да избегава било какав контакт са потерним јединицама.

### Друга потрага за Михаиловићем
Након повратка у Београд, Калабић и група официра ОЗНЕ поново су смештени у стану у Косовској улици, а везу са њима одржавали су једино Крцун и Светолик Лазаревић. Приликом одласка групе за Београд, капетан Саво Пређа отишао је у Вишеград, са задатком да јединице Народне милиције и Корпуса народне одбране не поведу веће акције на терену, како се одметници које траже не би преместили на други терен. У међувремену, један официр ОЗНЕ за Босну и Херцеговину је са групом милиционера обишао село Грање и посетио кућу Петра Гајића, где је укућанима ставио до знања да зна да је код њих свраћао Никола Калабић. Ова посета требала је Гајића и његове укућане да увери да је заиста у питању прави Калабић и да милиција и КНОЈ трагају за њим. Након седам дана, Калабићева група се поново вратила на терен Вишеграда. Поново су довезени на друм Добрун—Прибој, а потом су се упутили ка селу Грање. Пошто су овог пута пешачили дуже него првог пута, морали су преданити у једној кући, па су тек следеће ноћи дошли до куће Гајића. Овог пута, Витомир Русо је одбијао да пође у потрагу за Будимиром правдајући се да је изгубио везу са њим. Љути због одбијања сарадње, као и неизвршавања претходног задатка, јер Калабићево писмо и фотографију, које је оставио на одласку, није предао Гајићу, Калабић и „његови четници” заплашили су Витомира након чега је он невољно пошао у потрагу за Будимиром. Витомиров долазак са новим Калабићевим писмом још више је узбунио Васиљевића и Гајића, па су га посаветовали да се не враћа кући. Он је тада отишао до куће једног четничког јатака и по њему Калабићу вратио писмо и фотографију уз обавештење да није успео да пронађе Будимира Гајића. Калабић је тада написао ново писмо за Гајића, у коме га је обавестио да ће поново доћи на пролеће како би успоставио везу са њима и Дражом Михаиловићем. Након овога Калабићева група се поново вратила у Београд.
Узнемирени изненадним доласком Калабића на њихов терен, четници су необавештавајући Дражу о његовој посети и писмима, напустили земуницу на Црном врху и упутили се у оближње село Репушевиће. Сместили су се у кући Миле Кнежевића, који је био њихов сигуран јатак. У близини његове куће, ископали су два склоништа — једно за Дражу и Васиљевића, а друго за пратиоце. У међувремену, капетан Пређа из ОЗНЕ за Босну и Херцеговину је једном свом претпостављеном испричао о неуспеху акције потере за Дражом Михаиловићем, па је он одлучио да сам покрене сопствену акцију. Најпре је ухапсио Витомира Руса и приморао га да га одведе до земунице где се скривао Гајић, али је она тада већ била празна. Због ове несмотрене акције, изведене на своју руку, ОЗНА Југославије покренула је истрагу против њених актера. Како су две првобитне потраге за Дражом биле неуспешне и како је на терену изведена несмотрена акција, даље потрага је била обустављена, а „Калабићева група” расформирана. Официри су враћени на своје претходне задатаке, а Калабић задржан у притвору. Крајем јануара 1946, у време док је група официра ОЗНЕ, преобучена у четнике, трагала за Михаиловићем, дошло је до крупних измена у самој служби — Одељење за заштиту народна (ОЗНА) започело је своју трансформацију у Управу државне безбедности (УДБА), а Слободан Пенезић Крцун именован је за министра унутрашњих послова у Влади НР Србије.

### Трећа потрага за Михаиловићем
Након паузе од месец дана, као и велике потере на терену коју су извршиле јединице Народне милиције и Корпуса народне одбране (КНОЈ), почетком марта 1946. официри ОЗНЕ из „Калабићеве групе” поново су окупљени. Како би се операција овај пут неометано одвијала и избегле непланиране акције потерних група на терену, Слободан Пенезић Крцун је у Вишеград упутио групу оперативаца ОЗНЕ за Србију, коју су предводили пуковник Јово Капичић и мајор Владан Бојанић. Њихов задатак био је да прерушени у службенике метеоролошке станице у околини Вишеграда врше „метеоролошка испитивања”, односно да прикупљају информације са терена и одржавају радио-везе са центром ОЗНЕ у Београду, као и да одржавају везу са „Калабићевом групом”, када она изађе на терен. Непосредно пре одласка групе на терен, Крцун је отишао у Прибој и тамо на лицу места руководио акцијом прикупљања информација и саслушавања ухапшених четничких јатака.
„Калабићева група” је 6. марта 1946. из Београда камионом превезена на Златибор, одакле се пешице упутила у правцу Вишеграда. Циљ групе био је да преко Рибнице, Горње и Доње Јабланице, Брезовца и Бијелог Брда, крећући се од јатака до јатака, дође до села Раванци. За разлику од претходна два пута, када су директно одлазили у Добрун, овај пут су се кретали данима обилазећи неповерљиве јатаке како би се међу њима пронела вест да се Никола Калабић налази на терену. Током боравка у Брезовцу, Калабић је преко једног јатака упутио писмо Будимиру Гајићу, али на њега није добио одговор, јер је услед потере група морала даље. Након тога, група је у селу Бијело Брдо успоставила везу да двојицом браће, који су били Гајићеви јатаци. За време боравка у овој кући, један од браће је отишао до Гајићеве земунице и потом Калабићу пренео поруку да му Будимир заказује састанак у селу Горњи Раванци.
Увече 11. марта 1946. у селу Горњи Раванци, дошло је до сусрета Николе Калабића и „његове групе” са четничким командантом Будимиром Гајићем и Дражиним личним пратиоцем Благојем Ковачем. Након дужег разговора са Калабићем, током кога их је он уверавао о повољном стању у Србији, Ковач се упутио назад у Репушевиће како би Дражу известио да је у питању прави Калабић, пошто га је он познавао од раније. Нешто касније исте ноћи, Гајић, Калабић и „његова група” прешли су код другог јатака у оближње село Доњи Раванци. Овде су остали до наредне вечери, када су кренули у село Репушевиће у сусрет Дражи Михаиловићу.
По доласку у Репушевиће, око куће Мила Кнежевића, у којој се налазио Дража Михаиловић, постављене су мешовите страже Гајићевих и „Калабићевих четника”, после чега су у кућу ушли Гајић и Калабић, који је са собом повео свог ађутанта мајора Васовића, личне пратиоце мајоре Нешића и Мандића и потпуковника Лазића, који је био вођа групе ОЗНЕ. Приликом сусрета Калабића са Дражом, они су дуго разговарали о догађајима након њиховог растанка у мају 1945. године. Током разговора Калабић је уверавао Дражу о веома повољном стању у Србији, о томе како има формиране нове јединице са доста бораца, а посебно о томе како је народ незадовољан комунистичком влашћу и како очекује његов повратак. Дража је у почетку био сумњичав, док је потпуковник Драгиша Васиљевић био у потпуности неповерљив према Калабићу и уверавао је Дражу да не иде у Србију. Ипак, свестан безизлазне ситуације у којој се налази, гоњен сталним потерама, Дража је поверовао у повољну ситуацију у Србији, па је у једном тренутку позвао Васиљевића и Калабића у другу собу, како би се договорили око поласка на пут. Тада је наступио један од најкритичнијих тренутака операције, пошто је оперативцима ОЗНЕ било забрањено да Калабића остављају насамо, али је ову ситуацију разрешио сам Калабић позвавши са собом у собу свог „ађутанта” Васовића. У краћем разговору, Калабић је Дражи предложио најповољнију маршруту којом би пошли у Србију. Тада је пао договор да крену исте ноћи, као и да се поделе у две групе. У првој групи је поред Драже и Калабића, требало да буду Драгиша Васиљевић, Дражини пратиоци — Благоје Ковач и Никола Мајсторовић, као и „Калабићеви четници”, док је другу групу требало да сачињавају преостали четници, предвођени Будимиром Гајићем. Прва група требала је да крене према Брезовцу, тамо предани и сачека другу групу, која је имала задатак да крене према Вишеграду и у првој прилици изврши напад на потерне јединице милиције и КНОЈ-а, како би заварала траг прве групе, а потом дође на Брезовац и заједно са првом групом крене за Србију. На Калабићев захтев да се првој групи додели водич који познаје пут до друма Добрун—Прибој, Гајић је за водича одредио свог рођака Лазара Гајића.

### Хапшење
Када је прва група кренула, оперативци ОЗНЕ су се распоредили тако да се у колони по један од њих налази иза Васиљевића и Дражиних пратилаца — иза Лазара Гајића, који се као водич налазио на челу колоне, ишао је капетан ОЗНЕ Жива Чиклован, а након њих су се кретали — заставник ОЗНЕ Раша Нешовановић, Дражин пратилац Благоје Ковач, мајор ОЗНЕ Слободан Крстић Уча, Драгиша Васиљевића и др. Поред Драже Михаиловића су се налазили мајори ОЗНЕ Раденко Мандић и Ђорђе Нешић, а иза њих потпуковник Светолик Лазаревић. На крају колоне се кретао Никола Калабић са својим „ађутантом” мајором ОЗНЕ Драгољубом Васовићем. Према ранијем договору, знак за акцију је требало да да вођа групе Светолик Лазаревић, а команда је требала да гласи: Учо стани! На овај знак свако је требао да онемогући (зароби или убије) четника испред себе, док су Мандић и Нешић, уз помоћ Лазаревића, требали Дражу Михаиловића да склоне у страну и на тај начин га сачувају живог. Док се колона кретала ка путу Добрун—Прибој, потпуковник Лазаревић бирао је погодно место за акцију, трудећи се да група што више одмакне од места где се растала са Гајићевом групом. Након око сат времена пешачења, колона је стигла до засеока Ундруље и тада је дошло до непланиране акције. Наиме Дража се уморио од пешачења и затражио је да колона застане. Пошто су водич Гајић и мајор Чиклован одмакли даље од остатка колоне, са зачеља се чула команда: Стани! Мајор Чиклован је тада помислио да је ово команда за акцију и натегао је машинку на Гајића, али она није опалила. Гајић је ово искористио и почео да бежи, након чега је Чиклован успео да га лакше рани. Након пуцњаве, наступио је обрачун са осталим четницима. Ђорђе Нешић најпре је убио Драгишу Васиљевића, а потом и Благоја Ковача, који је одмах након пуцњаве кренуо ка Дражи. За то време Раденко Мандић је оборио Дражу на земљу и легао преко њега како би га заштитио од пуцњаве, након чега му је Светолик Лазревић ставио лисице на руке.
Након успешне акције хапшења, група оперативаца ОЗНЕ се са Дражом Михаиловићем, убрзаним маршем упутила ка друму Добрун—Прибој. Када су дошли у близину пута, сместили су се у једној кући и около поставили страже. Потпуковник Лазаревић је тада Слободана Крстића Учу и Рашу Нешовановића послао ка железничкој станици Добрун да одатле телефоном обавесте Штаб ОЗНЕ у Вишеграду да је операција завршена и да пошаљу превоз по њих. У свитање 13. марта, Владан Бојанић и Јово Капичић су са два аутомобила „марице” и камионом дошли до Добрунске Ријеке и одатле се са Дражом и припадницима ОЗНЕ упутили ка Ужицу, а одатле ка Београду. По доласку у Београд, отишли су у седиште ОЗНЕ за Србију у Улици књегиње Љубице. Како је хапшење Драже Михаиловића и даље требало да остане тајно, уклоњени су сви стражари око унутрашњег улаза у зграду, након чега су оперативци ОЗНЕ заједно са ухапшеним Дражом сишли у подрумске просторије, где се налазила нека врста привременог притвора. Одмах по доласку, пуковник Капичић је о успеху акције телефоном обавестио најпре министра унутрашњих послова ФНРЈ Александра Ранковића, а потом и министра унутрашњих послова НР Србије Слободана Пенезића Крцуна, који се тада налазио у Новом Саду. Одмах по примању информације, Ранковић је дошао у седиште ОЗНЕ и видео Дражу Михаиловића, а недуго потом је стигао и Слободан Пенезић Крцун. У време Михаиловићевог хапшења, Јосип Броз Тито се налазио у службеној посети Пољској, а након примљене информације о хапшењу он је позвао Стаљина да га лично обавести о томе. Стаљин је веома хладно примио вест и одмах наредио истрагу о томе како совјетска војна обавештајна служба није имала никакве информације о припремама за хватање Драже Михаиловића.

Друже Маршале,
претпостављени задатак у потпуности је извршила група официра ОЗНЕ. Издајник Дража је ухваћен и већ се налази у Београду. Том приликом убијен је капетан Васиљевић и још три Дражина пратиоца. Ми нисмо имали губитака. Без пред. плана и помоћи К. не би могли открити и ухватити Дражу јер је савршено био законс., окружен и чуван од окореле банде.
И даље држимо све у највећој тајности, ма да се нешто зна на терену где је извршена оружана акција. Једино се не зна каква је судбина задесила Дражу том приликом. Наша малобројна група официра морала се брзо извлачити и зато су погинули бандити остали незакопани недалеко од Дражине јазбине.

Ранковић
Водич прве групе Лазар Гајић је након рањавања успео да се пробије до села Репушевића и пронађе свог рођака Будимира Гајића и обавести га о томе да су „Калабићеви пратиоци” покушали да га убију и да не зна шта се након тога догодило са Дражом и осталима. Будимир је сутрадан Мила Кнежевића, код кога се Дража претходно скривао, послао да оде до Ундруље и види шта се догодило. На месту догађаја Кнежевић је затекао лешеве Драгише Васиљевића, Николе Мајсторовића и Благоја Ковача, које су мештани потом сахранили у непосредној близини. Обавештен о овоме, Гајић је одустао од одласка у Брезовац на раније уговорени сусрет са Дражом и Калабићем. Две недеље касније Гајић је са својом групом отишао до Брезовца и сазнао да је кућа у којој је требало да се састане са „Калабићевом групом” била опкољена од стране милиције и КНОЈ-а. Све до објављивања званичне вести о Михаиловићевом хапшењу, Гајић и његови четници нису знали шта се догодило са Дражом. Потере за преосталим четницима у околини Вишеграда су настављене па је Будимир Гајић погинуо децембра 1947. у сукобу са потерним јединицама, док је његов рођак Лазар Гајић, погинуо марта 1947. године. И остали четници из Гајићеве групе су временом страдали у сукобима са милицијом и КНОЈ-ем, а најдуже се одржао поручник Српко Меденица, који је страдао тек јануара 1951. године.

## Учесници акције хапшења
Акцијом хапшења Драже Михаиловића непосредно су руководили начелник Озне за Србију Слободан Пенезић Крцун и шеф Четвртог одсека Светолик Лазаревић, док су учесници акције били припадници Одељења за заштиту народа (ОЗН) за Србију, као и капетан Саво Пређа из Озне за Босну и Херцеговину.
Непосредни учесници акције хапшења:
- Драгољуб Васовић (1912—1991) мајор
- Јанко Димић поручник
- Слободан Крстић Уча (1921—1994) мајор
- Светолик Лазаревић (1910—1964) потпуковник
- Раденко Мандић (1917—1988) мајор
- Ђорђе Нешић (1924—1992) мајор
- Радован Раша Нешовановић заставник
- Милован Бата Пејановић (1915—1994) мајор
- Звонко Ситарић водник
- Мане Тркуља (1922—2011) старији водник
- Жива Чиклован (1920—1972) мајор

Припадници „метеоролошке групе” у Вишеграду:
- Владан Бојанић (1919—2003) мајор
- Јово Капичић (1919—2013) пуковник
- Саво Пређа (1921—2005) капетан
- Јован Стојановић, борац
- Миодраг Тасић, возач
- Војислав Чоловић, мајор
- Ђуро Шербеџија, поручник

Указом Президијума Народне скупштине ФНР Југославије, априла 1946, учесници акције хапшења Драже Михаиловића награђени су следећим одликовањима — Орденом заслуга за народ првог реда одликовани су: Светолик Лазаревић, Слободан Крстић Уча, Милован Пејановић, Жива Чиклован, Воја Чоловић, Саво Пређа, Јанко Димић и Миле Булајић; Орденом братства и јединства првог реда одликован је Владан Бојанић; Орденом партизанске звезде другог реда одликовани су: Драгољуб Васовић и Раденко Мандић; Орденом за храброст одликовани су: Светолик Лазаревић, Драгољуб Васовић, Слободан Крстић Уча, Милован Пејановић, Раденко Мандић, Жива Чиклован, Воја Чоловић, Владан Бојанић, Саво Пређа, Јанко Димић, Раша Нешовановић, Мане Тркуља, Звонко Ситарић и Миле Булајић; Орденом заслуга за народ трећег реда одликовани су: Ђуро Шербеџија и Никола Мишчевић. Учесник акције Ђорђе Нешић изостављен је са списка одликованих, јер је након завршетка акције прекршио службену тајну и супрузи рекао да је учествовао у хапшењу Драже Михаиловића, због чега је и партијски кажњен. Двојица непосредних учесника операције хапшења — Раденко Мандић и Ђорђе Нешић, као и Јово Капичић, који је руководио обавештајним центром у Вишеграду, за учешће у Народноослободилачком рату и исказану храброст, одликовани су касније Орденом народног хероја.

## Даља судбина Михаиловића
Дража Михаиловић је по пребацивању у Београд смештен у соби, односно посебно преуређеној канцеларији, на трећем спрату седишта ОЗНЕ за Србију, у Улици књегиње Љубице. Према упутствима издатим од стране Слободана Пенезића Крцуна, министра унутрашњих послова НР Србије и непосредног организатора операције хапшења, у соби са Михаиловићем дежурала су двојица ненаоружана официра, док је трећи наоружани официр дежурао испред врата. Како би вест о Михаиловићевом хапшењу и даље остала тајна и не би дошла до јавности, пре званичног објављивања, за стражаре су одређени само учесници акције хапшења. Упркос мерама предострожности, вест о хапшењу се ипак проширила по Београду, јер је мајор Ђорђе Нешић, који је био учесник акције, о томе причао својој жени Душици, која је потом то рекла својим колегама на послу у Трећем рејонском комитету КПС за Београд. Како се прича не би ширила даље, Крцун је наредио да се поведе истрага у којој је саслушано скоро 200 људи, који су потписали писмено обећање да убудуће неће причати о овоме. Због непоштовања правила службе, Нешић је од Пенезића кажњен са 30 дана затвора, од чега је један део провео на дежурству у истој соби са Михаиловићем, а остатак у засебној ћелији, док је од стране Александра Ранковића кажњен партијским укором.
Вест о Михаиловићевом хапшењу остала је у тајности све до 24. марта 1946, када је на заседању Народне скупштине ФНРЈ, министар унутрашњих послова Југославије Александар Ранковић објавио ову сензационалну вест:
У четничким бандитским групама били су остали још многи официри-команданти, испуњени надом да су још у стању да прошире своје редове и дижу оружани устанак против новог реда ствари. Остао је у земљи и њихов главни вођа — Дража Михаиловић. Различити догађаји у нашем суседству и повољне вести о њиховој сабраћи преко границе, давали су им наду да ће уживати страну помоћ. Било је, па чак има и данас још, њима пријатељских гласова у страној реакционој штампи, који су њихове снаге преувеличавали и прорицали устанак, нарочито војске генерала Михаиловића, прво за прошло пролеће, а онда опет за ову годину „кад олиста и озелени гора”. Ја могу да изјавим да се све наде домаће и стране реакције у снагу четничке организације и њену способност да ма у ком крају наше земље подигну народ против народне власти, у потпуности и коначно изјаловиле. Ја сам данас у могућности, другови посланици, да пред вама изјавим да је издајник Дража Михаиловић од 13. овог месеца у рукама органа народне власти.
За браниоце Драже Михаиловића одређени су адвокати Никола Ђоновић и Драгић Јоксимовић, које је он изабрао са понуђеног списка адвоката. Иследни поступак трајао је од 9. априла до 31. маја 1946, а главни иследник био је заменик главног тужиоца ФНРЈ Јосиф Маловић, који је на том положају замењивао главног тужиоца Јосипа Хрнчевића, који је био одсутан. Оптужница, коју је заступао пуковник ЈА Милош Минић, оптуженом Михаиловићу је уручена 3. јуна 1946. године. До почетка суђења, Дража се налазио у седишту ОЗНЕ за Србију у Улици књегиње Љубице, након чега је заједно са осталим оптуженима пребачен у импровизоване затвореничке собе у Дому гарде у Топчидеру. У собама се налазило по неколико оптужених, док је једино Дража био сам у соби.
Суђење Михаиловићу одржано је од 10. јуна до 15. јула 1946. пред Војним већем Врховног суда ФНРЈ. Поред Михаиловића, на процесу је за издају и колаборацију суђено још двадесет тројици лица, међу којима су били — Стеван Мољевић, Драгомир Јовановић, Велибор Јонић, Танасије Динић и Коста Мушицки. Судско веће, на чијем се челу налазио пуковник Михаило Мика Ђорђевић донело је 15. јула пресуду којом је Михаиловић осуђен на смрт стрељањем, трајан губитак политичких и грађанских права, као и одузимање целокупне имовине. Истог дана, Михаиловић је Президијуму Народне скупштине ФНРЈ упутио молбу за помиловањем, која је одбијена 16. јула. У току ноћи 16/17. јула Михаиловић је изведен из ћелије и стрељан на непознатој локацији. Заједно са њим стрељана су и друга лица, која су на истом процесу осуђена на смрт.
Шездесет година касније, 2006. Војислав Михаиловић унук Драже Михаиловића је пред Вишим судом у Београду покренуо процес његове рехабилитације. Прво рочиште одржано је тек 2010, а одлука о рехабилитацији донета је 14. маја 2015. након што је утврђено да Михаиловић није имао фер и правично суђење, те су му укинуте све изречене санкције и он је званично постао неосуђиван. У образложењу решења о рехабилитацији наведено је да је спорна пресуда донета у незаконитом процесу из политичко-идеолошких разлога.
За разлику од Михаиловића, даља судбина Николе Калабића остала је обавијена велом тајне, а временом се појавило неколико различитих верзија о томе шта се десило са њим. Према тврдњама Слободана Крстића Уче и Ђорђе Нешића, официра ОЗНЕ који су учествовали у хапшењу Драже Михаиловића, Калабић је убијен у периоду мај—јул 1946. године. По Крстићевом сведочењу, Калабић је пре тога био смештен у једном стану у Косовској улици, а његовој егзекуцији су поред Крстића присуствовали Миле Милатовић и Владан Бојанић. Историчар Венцеслав Глишић је у разговору са Александром Ранковићем, вођеним 1974. на питање шта је било са Калабићем добио одговор да му је УДБА променила име и послала га у Босну. Како је он наставио да пије и почео да се јавно хвали како је он Никола Калабић, премештен је у други крај Босне. Пошто је и тамо наставио по старом, био је убијен. Једну од верзија о Калабићевом крају објавио је у својој књизи Никола Миловановић, а према њој се Калабић слободно кретао Београдом и једне вечери је убијен од стране човека, чије су најближи били побијени од стране његове Горске гарде.
Једну од недоумица око Калабића изазива и нејасноћа да ли је Михаиловић знао да га је Калабић издао. У својим изјавама, Слободан Крстић Уча и Ђорђе Нешић, који су са Дражом провели највише времена током његовог боравка у притвору, тврдили су да он никада није сазнао за Калабићеву издају. Према Нешићевим речима, Калабић је имао ранији договор са оперативцима ОЗНЕ да се приликом акције Дражиног хапшења исценира његова погибија, што је и учињено. Када је Дража ухапшен и одведен у једну кућу у близини пута Добрун—Прибој, Калабића је један од официра ОЗНЕ одвео у другу кућу. Потом је био смештен у друго возило и одвојено од Михаиловића стигао у Београд. Ову причу потврђује и сведочење Уче Крстића, који је по службеној дужности присуствовао разговорима Михаиловића са његовим браниоцима. Једном приликом, на питање адвоката Николе Ђоновића како је ухваћен, Дража је одговорио: „Мајсторски. Прво су се увукли код Калабића, а онда нас повели у Србију и мене ухватили”. Крстић је тада опоменуо Ђоновића, након чега је други адвокат Јоксимовић питао Дражу шта је се десило са Калабићем, на шта добио одговор: „Он је погинуо, пред мојим очима. Био је на три метра од мене”. Крстић наводи и да је главни тужилац Јосиф Маловић касније причао како се Дража код њега распитивао да ли је Калабић жив.

## Популаризација Дражиног хапшења у време СФРЈ
Приликом објављивања вести о хапшењу Драже Михаиловића, марта 1946. јавност није упозната о појединостима под којим је он ухапшен, јер је УДБА сличне методе применила већ наредне године у операцији „Гвардијан” током које су ухапшени високи функционери усташког покрета — Божидар Кавран, Љубо Милош и Анте Врбан. Временом су у четничкој емиграцији у иностранству почеле да круже разне приче о Михаиловићевом хапшењу. Једна од првих верзија хапшења се августа 1946. појавила у једном швајцарском листу, а неки истраживачи сматрају да је сама Управа државне безбедности (УДБА) креирала неке од ових верзија. Петнаест година касније, УДБА је одлучила да појединости о Михаиловићевом хапшењу изнесе у јавност. За овај подухват ангажована су двојица новинара „Политике” — Гојко Бановић и Коста Степановић, који су током јуна и јула 1946. били извештачи са суђења Дражи Михаиловића. Они су се упознали са свим појединостима хапшења и обавили разговоре са учесницима хапшења, након чега су написали фељтон Како је ухваћен Дража Михаиловић који је у 44 наставка објављен у листу „Политика” почев од 5. августа 1962. године.
Иако најављена још у време објављивања Политикиног фељтона, скоро десет година касније, 1971. појавила се књига Велика игра са Дражом Михаиловићем чији је аутор био Милован Бата Пејановић, један од главних актера операције хапшења Николе Калабића и Драже Михаиловића. Како је Пејановић у то време био судија Врховног суда, књига је објављена под његовим псеудонимом Љубо Поповић, под којим је учествовао у овој акцији. Књижевник Ђурица Лабовић је у предговору књиге написао да је аутор високи правосудни функционер, који не жели да открива свој прави идентитет „из простог разлога што је у догађајима, које описује, постојао само и једино као Љубо Поповић”. Иако представља аутентично сведочење, књига је попут фељтона, написана као романсирано дело са доста дијалога и размишљања самог аутора. Такође, имена свих припадника ОЗНЕ, поменутих у књизи, дата су под другим именима. Исте године када је објављена књига, снимљен је и филм Клопка за генерала, редитеља Миомира Стаменковића, чија је радња инспирисана хапшењем Драже Михаиловића. Аутори сценарија — Драган Марковић, новинар и уредник листа „НИН” из Београда и Лука Павловић, књижевник и позоришни критичар листа „Ослобођење” из Сарајева су званичну верзију Михаиловићевог хапшења узели као почетну основу за радњу филма, али су саме догађаје и актере значајно изменили. Главни лик у филму је Доктор (глуми га Беким Фехмију), искусни обавештајац чији је задатак да продре у генералов штаб, који се скрива у планинама Босне. Након низа драматичних ситуација, он уз помоћ Вере (глуми је Јелена Жигон) успева да ухвати генераловог заменика Раса (тумачи га Љуба Тадић), а потом уз његову помоћ долази и до самог генерала (тумачи га Раде Марковић). Филм је урађен у продукцији „Босна филма”, а приказан је на 18. фестивалу југословенског филма у Пули.

### Серија Последњи чин
Десет година касније, 1981. Телевизија Београд се након неколико успешних телевизијских драма и мини телевизијских серија са тематиком из Другог светског рата одлучила да екранизује операцију хапшења Драже Михаиловића. Овај посао поверен је редитељу Сави Мрмку, који је већ радио на пројектима сличне тематике, док је за писање сценарија задужен Синиша Павић, који је са Драганом Марковићем, сценаристом филма Клопка за генерала, био аутор веома популарног филма и телевизијске серије Отписани. Ова мини телевизијска серија од четири епизоде, названа Последњи чин, написана је на основу књиге Велика игра са Дражом Михаиловићем и веома сликовито је приказала званичну верзију хапшења Драже Михаиловића. Има четири епизоде, а емитована је из два дела 7. и 14. фебруара 1982. године. У серији се појавио велики број историјских ликова, који се помињу у Пејановићевој књизи — Дража Михаиловић, Никола Калабић, Слободан Пенезић Крцун, Светолик Лазаревић Лаза, Драгиша Васиљевић, Милић Бошковић, Драгиша Благојевић, Бидимир Гајић и др. Ипак, супротно свим очекивањима, највећу популарност код публике, стекао је лик Николе Калабића, у извођењу глумца Зорана Ранкића. Поред Ранкића, у серији се појављују и глумци — Милан Пузић (Дража), Милан Богуновић (Крцун), Драган Николић (Милован Пејановић), Данило Лазовић (Светолик Лазаревић), Мирко Буловић (Драгиша Васиљевић) и др. Након ове успешне серије, тандем Мрмак—Павић снимио је још неколико мини телевизијских серија са тематиком из истог периода — Шпанац, Бањица, Мисија мајора Атертона и Одлазак ратника, повратак маршала.

### Сведочења актера акције
Бошко Матић је 1983. у својој књизи Крцун, која представља животопис Слободана Пенезића Крцуна, писао о хапшењу Николе Калабића и Драже Михаиловића, с обзиром је ова акција била највећа послератна акција ОЗНЕ, којом је Крцун тада руководио. У овом делу описана је званична верзија хапшења Михаиловића, али су имена припадника ОЗНЕ измењена. Према напомени самог аутора — „да се неки учесници акције ни данас не слажу да им се објаве права имена” — у књизи су дата њихова илегална имена, којима су се служили у току извођења акције хапшења. Пет година потом, новинар листа „Дуга” Миломир Марић је приредио и 1988. објавио књигу Како сам хватао Дражу Михаиловића, која представља казивања Слободана Крстића Уче, који је био један од учесника хапшења Михаиловића. Рукопис ове књиге требало је да буде објављен маја 1966. као фељтон у листу Вечерње новости, поводом двадесете годишњице формирања Одељења за заштиту народна (ОЗНА). Како су тада већ почеле политичке припреме за Брионски пленум ЦК СКЈ, на коме је због „злоупотреба и деформација” у Управи државне безбедности (УДБА) смењен потпредседник Републике и секретар ЦК СКЈ Александар Ранковић, који је био организатор југословенске службе безбедности и дугогодишњи министар унутрашњих послова, фељтон је повучен. Пошто су у време објављивања књиге сви учесници Михаиловићевог хапшења налазили у пензији, по први пут су у јавност изнета њихова права имена. Крстићева књига представља аутентично сведочење које описује догађаје од његовог распоређивања на рад у ОЗНИ за Србију, маја 1944. па до краја суђења и стрељања Михаиловића, јула 1946. године. Према сопственом сведочењу Крстић није од почетка учествовао у операцији хапшења Николе Калабића, већ је по потреби ускакао, када је било потребно ангажовање других оперативаца ОЗНЕ. Био је учесник самог чина Калабићевог хапшења приликом његовог довођења у Београд, када га је дочекао у једној кући на Вождовцу и представио му се као домаћин. Након тога је распоређен у групу официра ОЗНЕ, која је заједно са Калабићем трагала за Михаиловићем и учествовао у самој акцији хапшења. Током Михаиловићевог боравка у истражном затвору, као и касније на суђењу, Крстић је био у ужем кругу припадника УДБЕ који су бринули о његовој безбедности. Био је одређен да присуствује свим састанцима Драже Михаиловића са његовим браниоцима — адвокатима Драгићем Јоксимовићем и Николом Ђоновићем. У јавност су тада по први пут изашле непознате чињенице о Дражином боравку у затвору ОЗНЕ у Улици књегиње Љубице, за време истраге и у Дому гарде на Топчидеру, за време суђења. Такође, Крстић је први писао о Дражином стрељању у затвору на Ади Циганлији, коме је присуствовао као шеф обезбеђења, као и о убиству Николе Калабића, коме је такође присуствовао. Пре Крстићеве књиге, о хапшењу Михаиловића и убиству Николе Калабића је у интервју Бори Кривокапићу, новинару „Политике” говорио народни херој Ђорђе Нешић. Због обимности, интервју је био подељен у два дела, а први део је априла 1982. објављен у једном од Политикиних месечних часописа. Други део интервјуа, планиран у мајском издању часописа никада није објављен, а према тврдњама Кривокапића стопиран је одлуком Градског комитета Савеза комуниста Београда. Целокупан интервју са Нешићем објављен је 2006. у Кривокапићевој књизи Бес/коначни Тито и Крлежине масне лажи.

## Оспоравање и потврђивање званичне верзије хапшења
Велике политичке промене које су се догодиле почетком 1990-их година у Србији и Југославији, довеле су увођење вишепартијског система, али и убрзале распад СФР Југославије. Неке тада основане политичке партије у Србији, а пре свега Српски покрет обнове (СПО), отпочеле су са процесом политичке рехабилитације Равногорског покрета, као и самог Драже Михаиловића. Многи историчари, истраживачи, али и политичари тада су у јавности износили неке до тада непознате или мање знане чињенице о Другом светском рату у Југославији, које су одступале или доводиле у сумњу до тада неоспорне чињенице на којима је почивала званична југословенска историја. Након више деценија, у јавности су почели да се појављују афирмативни чланци о Михаиловићу, а посебно се писало о месту на коме је убијен и сахрањен. Интересовање за ову тему, није заобилазило ни причу о његовом хапшењу, као и довођења у сумњу званичне верзије хапшења према којој је дошло услед издаје Николе Калабића. У оспоравању званичне верзије хапшења посебно се истицао истраживач Милослав Самарџић из Крагујевца, који је аутор неколико књига о Равногорском покрету и Дражи Михаиловићу. У својим књигама и чланцима у листу Погледи, он је заговарао верзију Михаиловићевог хапшења насталу у четничкој емиграцији још 1946. године. Ова верзија настала је на основу наводног писма четничког мајора Милоша Марковића, команданта Пожешког корпуса који је као одметник заробљен тек 1950, а објављена је 16. августа 1946. у једном листу у Швајцарској под насловом Како су Титови партизани ухватили генерала Михаиловића. Према наводима изнетим у овом чланку Михаиловић је ухваћен од припадника ОЗНЕ који су прерушени у савезничке униформе и снабдевени савезничким пропусницама наговорили болесног Дражу да пође са њима у иностранство, али је авион одлетео за Београд. Наиме Михаиловић се фебруара 1946. разболео од тифуса, а како су у то време над источном Босном кружили „енглески авиони” и бацали летке у којима су нудили помоћ четницима, одлучио је да прихвати њихову помоћ. За ове потребе, четници су у околини Рудог изградили импровизовану писту за спуштање авиона, на коју су се 13. марта 1946. спустила три авиона. Након тога, четници су „енглеске пилоте” одвели у њихов Штаб, где је договорено да се Михаиловић са ужом пратњом пребаци у Италију на лечење. Одмах након одлетања „савезничких авиона”, долетеле су две ескадриле Југословенског ратног ваздухопловства које су почеле са бомбардовањем преосталих четника и избацивањем падобранаца. Авиони са заробљеним Михаиловићем су одлетели најпре у Сарајево, а потом у Београд. Поред Самарџића, ову верзију хапшења изнео је и књижевник Миодраг Пешић у својој књизи Црвена тамница из 1998. године.
После политичких промена у Србији октобра 2000, дошло је до још интензивније рехабилитације четника, као и самог Михаиловића, што је резултирало изменом Закона о правима бораца из 2004. чиме су изједначена борачка права припадника четничког покрета са правима припадника партизанског покрета. Након овога се у јавности све више спекулисало око места Михаиловићевог стрељања и места сахрањивања, па је Влада Србије 27. априла 2009. формирала Државну комисију за утврђивање околности погубљења генерала Драгољуба Драже Михаиловића, у коју су између осталих именовани — Слободан Радовановић, заменик Републичког јавног тужиоца; Слободан Хомен, државни секретар у Министарству правде и Момчило Павловић, директор Института за савремену историју. Такође, чланови Комисије су ангажовали историчаре Косту Николића и Бојана Димитријевића, научне саветнике Института за савремену историју, као најбоље познаваоце биографије Драгољуба Михаиловића и ауторе неколико историјских дела о њему. После три године рада, Комисија је 14. априла 2011. представила налазе на основу којих је дошла истражујући домаће и стране архиве и саслушавајући сведоке, након чега је угашена, а њен даљи посао преузела је Државна комисија за проналажење и обележавање тајних гробница убијених после 12. септембра 1944, која је такође основана 2009. године. Током рада, Комисија је успела да утврди да је Михаиловић стрељан у затвору на Ади Циганлији, што је у својој књизи још 1988. први објавио Слободан Крстић Уча, официр ОЗНЕ. Како су у току рада Комисије њени чланови били у прилици да виде до тада недоступна документа из архиве Безбедносно-информативне агенције (БИА), правне наследнице Службе државне безбедности (СДБ) и Управе државне безбедности (УДБА), односно Одељења за заштиту народа (ОЗНА) и увере се у аутентичност тих докумената, историчари Коста Николић и Бојан Димитријевић су 2009. у часопису Историја 20. века објавили чланак „Заробљавање и стрељање генерала Драгољуба Михаиловића 1946. године — нова сазнања о архивској грађи” у коме су потврдили званичну верзију хапшења Михаиловића, у којој је учествовао Никола Калабић.
Историчар Предраг Остојић, аутор књиге Заробљавање генерала Михаиловића из 2010, на основу нове архивске грађе, али и истраживања на терену потврдио је аутентичност званичне верзије хапшења Михаиловића и улоге Николе Калабића у њој. Остојић оповргава алтернативну верзију хапшења, коју заступа Самарџић, тврдећи да мајор Милош Марковић није могао бити аутор спорног писма јер се у време Михаиловићевог хапшења скривао у једној пећини у околини Ариља.
 Остојић сматра да је ову наводну верзију хапшења лансирала управо УДБА, у намери да заметне траг своје праве акције. Своје наводе Остојић поткрепљује теренским истраживањем и разговором са људима који су познавали актере ових догађаја, као и сачуваним причама сведока попут Милице Гајић супруге четничког команданта Будимира Гајића, у чију је кућу у селу Грање, код Вишеграда долазио Никола Калабић са оперативцима ОЗНЕ. Хапшење Драже Михаиловића било је 2009. тема емисије Траг на Радио-телевизији Србије, која је у епизоди под називом „Операција Добрун — једна прича” обишла Добрун и разговарала са мештанима и актерима ових догађаја, као и са потомцима Лазара Гајића, брата од стрица Будимира Гајића, који је био одређен да буде водич Дражи Михаиловићу и „Калабићевој групи” приликом поласка за Србију. У тренутку Дражиног хапшења од стране оперативаца ОЗНЕ и ликвидације Дражиних пратилаца, Лазар Гајић је иако рањен успео да побегне и након тога се до своје погибије 19. марта наредне године, скривао у свом селу, остављајући из себе аутентичну причу о хапшењу Михаиловића и издаји Николе Калабића. У селу Добрунска Ријека, у близини места на коме је Михаиловић ухапшен 2009. је подигнут манастир Светог оца Николаја, у чијој порти је још 2004. подигнут споменик Дражи Михаиловићу. Поред овог споменика, место Михаиловићевог хапшења је обележено спомен-обележјем и надгробним спомеником тројици Дражиних пратилаца — Драгиши Васиљевићу, Николи Мајсторовићу и Благоју Ковачу.
Исте године, када је основана Државна комисија која је требала да испита чињенице о заробљавању и стрељању Драже Михаиловића, потомци Николе Калабића покренули су процес његове рехабилитације. Како је датум његове смрти био непознат, Окружни суд у Ваљеву је јануара 2011. у ванпарничном поступку, који је покренула Весна Драгојевић, унука Николе Калабића, уважио сведочење Мијаила Даниловића пензионисаног свештеника из Горњег Милановца и као датум Калабићеве смрти одредио 19. јануар 1946. године. Према сведочењу Даниловића, Калабић је погинуо у сукобу са припадницима ОЗНЕ у једној пећини у кањону реке Градац, у којој се скривао са групом најоданијих сарадника. Двојица четника су тада наводно успела да се пробију из обруча и прикључе се Копаоничком четничком одреду, у коме се налазио Даниловић и посведоче му о Калабићевој погибији. Након одређивања датума смрти, Виши суд у Ваљеву је маја 2017. донео одлуку о рехабилитацији Николе Калабића, али је она у мају наредне године поништена одлуком Апелационог суда из Београда, који је наложио да се утврди како је Калабић настрадао и да ли је починио ратни злочин.